# Sawyer (Oklahoma)
Sawyer é uma cidade  localizada no estado norte-americano de Oklahoma, no Condado de Choctaw.

## Demografia
Segundo o censo norte-americano de 2000, a sua população era de 274 habitantes.
Em 2006, foi estimada uma população de 274, um aumento de 0 (0.0%).

## Geografia
De acordo com o United States Census Bureau tem uma área de
12,1 km², dos quais 12,0 km² cobertos por terra e 0,1 km² cobertos por água.

## Localidades na vizinhança
O diagrama seguinte representa as localidades num raio de 28 km ao redor de Sawyer.